# ORK Dalma Split
Omladinski rukometni klub Dalma (ORK Dalma), originalno Nada, je bio rukometni klub iz Splita osnovan 1959. godine pod nazivom Rukometna sekcija Sportskog društva Nada
Kroz povijest mijenjao je imena: zvao se Nada, Dalmanada, Dalma, Nada MIT.

## O klubu
Klub je bio rukometna sekcija iz brojne sportske obitelji klubova pod imenom Nada, te osnovan 1959. godine s muškom i ženskom ekipom. Muška momčad se gasi početkom 1970.-ih.  1975. su našli su sponzora u tadašnjem splitskom trgovačkom gigantu - poduzeću Dalma. Od njih preuzimaju ime pa se do 1978. zove Dalmanada. a potom, za svoj naziv uzimaju samo ime Dalma. 
 
Od sezone 1969./70. klub je redoviti sudionik 1. savezne lige SFRJ. 
 
U sezoni 1983./84. osvojio je Kup pobjednica kupova. Tu jaku generaciju vodio je trener Slavko Bralić a najpoznatije igračice iz tog sastava bile su Palaversa, Bonačić, Perica, Nataša Kolega i druge.
Osamostaljenjem Hrvatske, klub od 1992. godine igra u 1.A Hrvatskoj ligi. 1993. godine klubu se vraća ime Nada, a u sezoni 1994./95. igraju pod nazivom Nada MIT. 

Kako je istodobno u Splitu postojao drugi jaki ženski rukometni klub - "Split", često se javljala ideja o njihovom ujedinjavanju. Do konačnog ujedinjenja klubova dolazi u jesen 1995. godine. Na skupštini održanoj 5. prosinca 1995. godine donesena je odluka o formiranju zajedničkog kluba koji je nastavio djelovati kao "ŽRK Split", a klub bi imao sjedište u dotadašnjim "Nadinim" prostorijama. Registracija novog kluba je obavljena početkom 1996. godine pod sponzorskim nazivom "Split Kaltenberg". Kako je sezona bila u tijeku, "Nada" u 1.A HRL je završila sezonu kao "Split Kaltenberg", a "Split" u 1. B HRL - Jug kao "Nada", te je to bila posljednja sezona "Nade". 

"Split Kaltenberg", kasnije kao "Split", te pod drugim nazivima se nastavio natjecati u hrvatskom prvenstvu, a u Challenge kupu je po jednom dolazio do završnice i poluzavršnice, a dva puta do četvrtzavršnice.

## Uspjesi
Kup pobjednika kupova
- pobjednik: 1984.

Kup Jugoslavije
- finalist: 1983.

Hrvatsko republičko prvenstvo:
- prvakinje: 1969.

Omladinsko prvenstvo SR Hrvatske,
- prvakinje: 1977., 1978., 1984., 1985.

Omladinsko prvenstvo Jugoslavije, trener Slavko Bralić
- prvakinje: 1984., 1985.

## Pregled po sezonama
| sezona    | rang | liga                           | pozicija      | napomena                                        |
| Nada      | Nada | Nada                           | Nada          | Nada                                            |
| --------- | ---- | ------------------------------ | ------------- | ----------------------------------------------- |
| 1962./63. |      | Kotarsko prvenstvo Split       | 9./10         | [ 4 ]                                           |
| 1963./64. |      |                                |               |                                                 |
| 1964./65. |      |                                |               |                                                 |
| 1965./66. |      |                                |               |                                                 |
| 1966./67. |      |                                |               |                                                 |
| 1967./68. | 2    | Hrvatska regionalna liga – Jug | 1.            |                                                 |
| 1967./68. | 2    | Hrvatsko prvenstvo             | poluzavršnica | turnir                                          |
| 1968./69. | 2    | Hrvatska regionalna liga – Jug | 1.            |                                                 |
| 1968./69. | 2    | Hrvatsko prvenstvo             | 1./3          | turnir                                          |
| 1969./70. | 1    | 1. savezna liga                | 6./12         |                                                 |
| 1970./71. | 1    | 1. savezna liga                | 8./12         |                                                 |
| 1971./72. | 1    | 1. savezna liga                | 8./12         |                                                 |
| 1972./73. | 1    | 1. savezna liga                | 7./12         |                                                 |
| 1973./74. | 1    | 1. savezna liga                | 4./12         |                                                 |
| Dalmanada |      |                                |               |                                                 |
| 1974./75. | 1    | 1. savezna liga                | 4./12         |                                                 |
| 1975./76. | 1    | 1. savezna liga                | 7./12         |                                                 |
| 1976./77. | 1    | 1. savezna liga                | 4./12         |                                                 |
| 1977./78. | 1    | 1. savezna liga                | 8./12         |                                                 |
| 1978./79. | 1    | 1. savezna liga                | 5./12         |                                                 |
| Dalma     |      |                                |               |                                                 |
| 1979./80. | 1    | 1. savezna liga                | 3./12         |                                                 |
| 1980./81. | 1    | 1. savezna liga                | 7./12         |                                                 |
| 1981./82. | 1    | 1. savezna liga                | 7./12         |                                                 |
| 1982./83. | 1    | 1. savezna liga                | 8./12         |                                                 |
| 1983./84. | 1    | 1. savezna liga                | 6./12         |                                                 |
| 1984./85. | 1    | 1. savezna liga                | 9./12         |                                                 |
| 1985./86. | 1    | 1. savezna liga                | 9./12         |                                                 |
| 1986./87. | 1    | 1. savezna liga                | 5./12         |                                                 |
| 1987./88. | 1    | 1. savezna liga                | 5./12         |                                                 |
| 1988./89. | 1    | 1. savezna liga                | 7./12         |                                                 |
| 1989./90. |      |                                |               |                                                 |
| 1990./91. | 1    | 1. savezna liga                | 12./12        |                                                 |
| 1991./92. | 1    | 1. HRL                         | 5./6.         |                                                 |
| 1992./93. | 1    | 1. A HRL - 1. dio              | 3./10         |                                                 |
| 1992./93. | 1    | 1. A HRL - Superliga           | 5./6 (5./10)  |                                                 |
| Nada      |      |                                |               |                                                 |
| 1993./94. | 1    | 1. A HRL                       | 9./12         |                                                 |
| Nada MIT  |      |                                |               |                                                 |
| 1994./95. | 1    | 1. A HRL                       | 10./12        |                                                 |
| Nada      |      |                                |               |                                                 |
| 1995./96. | 1    | 1. A HRL                       |               | Split Kaltenberg u drugom dijelu zamijenio Nadu |
| 1995./96. | 2    | 1. B HRL - Jug                 | 4./10         | Nada u drugom dijelu zamijenila Split           |

 Vidjeti: 
Jugoslavensko rukometno prvenstvo za žene - sezone 

Hrvatsko rukometno prvenstvo za žene - sezone

## Međunarodna natjecanja

### Kup pobjednika kupova
| Sezona    | Faza natjecanja | Protivnik                 | Rezultat     | Napomena          |
| Dalma     | Dalma           | Dalma                     | Dalma        | Dalma             |
| --------- | --------------- | ------------------------- | ------------ | ----------------- |
| 1983./84. | osmina finala   | VIF G. Dimitrov Sofija    | 19:21, 27:24 |                   |
| 1983./84. | četvrtfinale    | 19:20, 21:12              |              |                   |
| 1983./84. | polufinale      | Epitok Budimpešta         | 22:20, 27:19 |                   |
| 1983./84. | finale          | TJ Gottwaldow (Zlin)      | 26:15, 22:18 | Dalma osvajač KPK |
|           |                 |                           |              |                   |
| 1984./85. | osmina finala   | Selchostechnika Krasnodar | 27:28, 25:28 |                   |

## Poznate igračice
| - Jadranka Bonačić - Željka Bonačić - Suzana Jurošević - Renata Kolega - Anica Vulić - Indira Botica - Ljubica Bulić - Nera Dužević - Deana Gizdić | - Renata Jurčić - Lara Mišetić - Nataša Kolega - Dragica Palaversa Mijač - Iva Perica - Željka Rajak - Slavica Rinčić - Blaženka Širinić - Željana Štević - Mara Torti |  |

nakon ujedinjenja "Nade" i "Splita" 
- Marija Borozan
- Ivona Đipalo
- Ana Grčić
- Ivana Hrgović
- Marija Hrgović
- Ana Križanac
- Vesna Milanović-Litre
- Antonela Pensa
- Ines Tadić
- Maja Zebić

## Poznati treneri
- Bralić Slavko - rukometni trener (1939. – 2012.)  https://slobodnadalmacija.hr/sport/rukomet/clanak/id/160279/slavko-bralic-je-bio-zastitni-znak-rukometa-u-dalmaciji
- Vatromir Srhoj

## Poveznice
- RK Nada
- ŽRK Split